# Il fuorilegge (film 1981)
Il fuorilegge (Útlaginn) è un film del 1981 diretto da Ágúst Guðmundsson.